# Pierre Bucher
Pour les articles homonymes, voir Bucher et Pierre Bucher (magistrat).
Pierre Bucher (Guebwiller, 10 août 1869 - Strasbourg, 15 février 1921) est un médecin et directeur de revue alsacien connu comme un ardent défenseur de l'appartenance de l'Alsace à la France pendant la période allemande. Membre du cercle de Saint-Léonard, il défendit et promu la francité de l’Alsace notamment par sa direction de la Revue alsacienne illustrée et ces implications dans plusieurs cercles et associations francophiles alsaciennes. Il fut d'après Jean Schlumberger, « l'âme de l'Alsace ».

## Biographie

### Enfance et études
Pierre Bucher naît à Guebwiller dans le Haut-Rhin. Son père Jean (1829-1905) est comptable à l'usine Schlumberger. Sa mère Marie-Joséphine, née Vogelweith meurt à 27 ans, le 26 juillet 1872, alors qu'il n'a que trois ans. Sa sœur est Jeanne Bucher qui créera sa galerie à Paris.
Il effectue ses études supérieures à Guebwiller, puis à Strasbourg, où il étudie la médecine. C'est là qu'il entre en relation avec des artistes, en particulier Alfred Martzolff, Léon Hornecker, Paul Braunagel, Gustave Stoskopf, Joseph Sattler et surtout Charles Spindler. Ce groupe prendra par la suite le nom de Cercle de Saint-Léonard. Pierre Bucher passe ensuite un an à Paris en 1896 et effectue des stages en Allemagne et en Suisse. Il effectue son « volontariat » dans l'armée allemande au milieu de ses études.
Il s'établit médecin à Strasbourg en 1897 et se spécialise dans les maladies nerveuses et infantiles. Il y épouse Amélie Haehl, originaire de la Robertsau.

### Avant guerre
Pierre Bucher s'intéresse aux mouvements artistiques alsaciens. En 1901, il prend la direction de la Revue alsacienne illustrée créée et détenue par Charles Spindler, qui a pour objectif de faire connaître la culture et les traditions alsaciennes en mettant en valeur leurs racines françaises. En 1912, avec le Dr Ferdinand Dollinger, il ajoute à cette revue les Cahiers alsaciens, chroniques de la vie morale et économique de l'Alsace, plus opposés à la culture germanique.

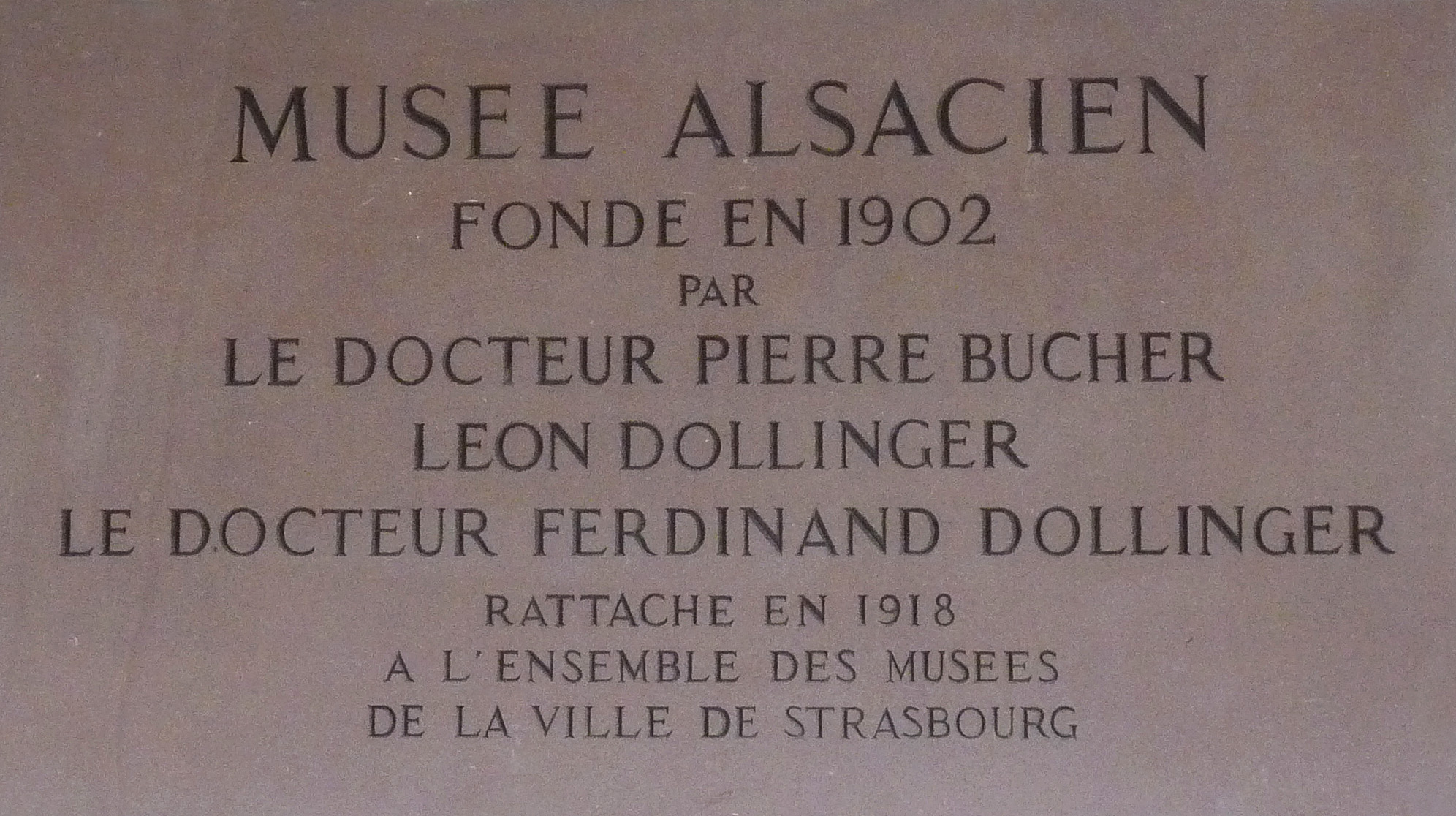
Plaque commémorative au Musée alsacien

Avec les frères Dollinger, Ferdinand et Léon, il fonde le Musée alsacien de Strasbourg, et il s'implique dans de nombreuses associations ou groupements alsaciens. Ainsi, sous son impulsion se créent en Alsace des Cercles des Annales, patronnés par des Alsaciennes, notamment Mme Madeleine Brisson, née Sarcey (1869-1950), épouse d'Adolphe Brisson (1860-1925). Ces cercles apportent des nouvelles de France à l'Alsace allemande. Il fait partie de la Société des Amis des Arts, qui organise notamment l'exposition française de 1907 où sont exposés, entre autres, Rodin, Besnard[Lequel ?] et Cottet[Lequel ?].
Les Allemands limitant le nombre de représentations théâtrales en français, il crée la Société Dramatique, dont Frédéric Eccard prend la présidence. Il organise également des conférences, et soutient les Cours Populaires de langue française avec ses collaboratrices Melles Riehl, Friedolsheim et Musculus, afin d'apprendre le français aux jeunes Alsaciens.
Il suit également les événements universitaires, et soutient la création du Cercle des Étudiants. Lorsque ce cercle est dissous en 1911 par les autorités universitaires Allemandes, il protège les étudiants frappés, et soutient alors la création d'un Cercle d'anciens étudiants.
Soucieux de l'image de l'Alsace en France, il invite des écrivains français tels que René Bazin, André Hallays, Georges Delahache, Paul Acker ou Pierre de Guirielle, leur parle de l'Alsace et leur décrit l'état d'esprit des Alsaciens. Le volontaire Ehrmann, héros de Au service de l'Allemagne de Maurice Barrès, est directement inspiré de Pierre Bucher, qui s'était lié à l'auteur à l'été 1899 durant son séjour à Niederbronn, au cours duquel il avait visité le site de la bataille de Reichshoffen. Il prend en 1899 la direction de la Revue alsacienne illustrée, créée l'année précédente par le peintre Charles Spindler, et prend part, en 1900, à la création du Musée alsacien de Strasbourg, présentés par Barrès comme « des témoignages et des moyens de [la] persistance nationale » en Alsace. Il participe enfin aux efforts du Comité du Monument Français de 1870 à Wissembourg, inauguré en octobre 1909.
D'après ses contemporains, le fait qu'il n'ait pas été arrêté par les autorités allemandes malgré toutes ses initiatives visant à faire progresser les idées françaises en Alsace s'explique par sa discrétion, sa prudence, sa très bonne connaissance de l'Allemagne et de ses administrations, sa relation avec des artistes notoires de Paris, ainsi que par le fait qu'il soit continuellement resté dans la légalité.

### Pendant la guerre
Le 30 juillet 1914, il est prévenu de son arrestation imminente par la police allemande, s'enfuit en Suisse, puis s'engage dans l'armée française. Tous ses biens sont saisis par les Allemands, et il est condamné à mort pour haute trahison et désertion. Les Allemands publient des lettres saisies dans sa maison, qui décrivent ses efforts pour défendre la cause française en Alsace, sous le nom Zehn Jahre Minenkrieg im Friden (Dix ans de guerre de mines pendant la paix). Sa femme, par hasard à Lyon avec leurs filles, y reste, et prend la direction de l'hôpital de l'Arbresle.
Il rejoint le corps médical, mais n'y reste pas, car l'armée souhaite utiliser sa grande connaissance de l'Alsace. Il est ainsi détaché à l'État Major du général Pau, commandant de l'armée d'Alsace. Après être arrivé à Mulhouse, puis Rouffach, il est détaché au service de renseignement de Belfort, au centre de Réchésy, au carrefour de l'Alsace sous contrôle français, de la Suisse et du territoire de Belfort.
Pierre Bucher y est chargé d'obtenir des informations politiques et militaires sur l'Allemagne, ainsi que sur l'état d'esprit des Allemands au jour le jour par le dépouillement quotidien de la presse allemande depuis les quotidiens nationaux jusqu'aux plus petites feuilles locales. C'est à la suite de son travail à Réchésy qu'il sera décoré officier de la Légion d'honneur.
Le travail produit par le Service de renseignement de Réchésy permettait aux autorités françaises d’entrer dans le cerveau collectif allemand, de le comprendre, de donner du sens aux sentiments allemands. La presse allemande fournissait des renseignements précis non seulement sur les pensées de ceux qui écrivaient mais aussi sur les pensées des lecteurs. Le ton et les arguments utilisés par ceux qui tentent de faire l’opinion publique allemande révélaient « les soucis et les inquiétudes du public, donc le but à atteindre », selon Pierre Bucher. Les dirigeants français de la guerre économique et psychologique contre l'Allemagne se servent des analyses et synthèses produites par Pierre Bucher pour déterminer les actions à mener.
Lorsque Clemenceau arrive à la présidence du Conseil , il délègue Pierre Bucher auprès de Paul Dutasta, ambassadeur de France en Suisse. Lorsque Strasbourg est prise par les troupes françaises, il est l'un des premiers de ses officiers à y entrer.

### Après guerre
Refusant le poste de maire de Strasbourg, il est ensuite attaché au commissariat général de la République à Strasbourg. Il y sera le collaborateur de Maringer d'abord, et de Millerand ensuite.
Il quitte ce poste, en septembre 1920, pour se consacrer aux associations qu'il soutient, notamment la Société des Amis de l'Université, dont il est le secrétaire général, et dont il a obtenu que Raymond Poincaré soit le président. Il soutient par ailleurs le Livre français, les Cours Populaires, le Bulletin de la Presse allemande, la Conférence au village, le Cercle des étudiants, la Marseillaise...

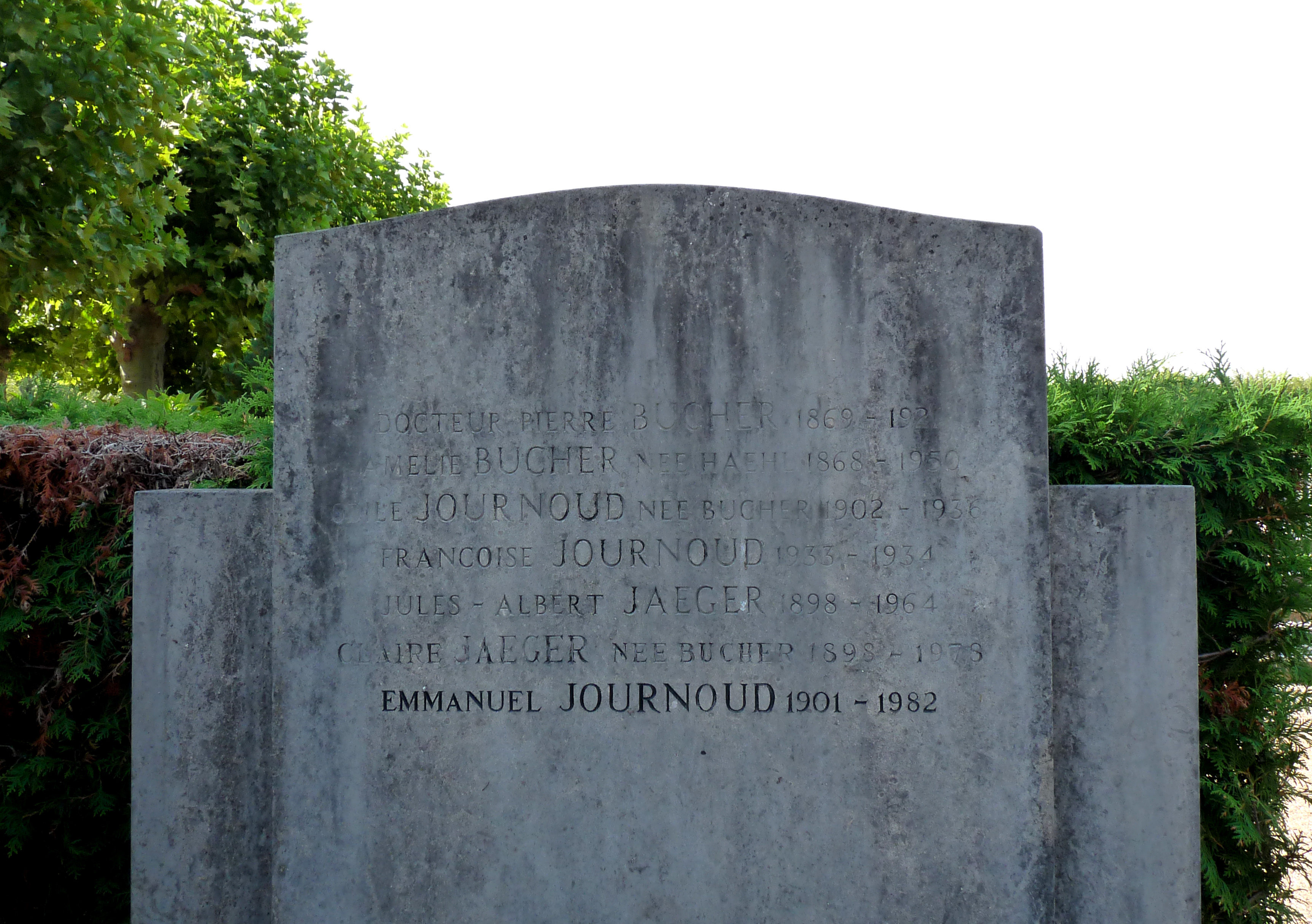
Tombe de Pierre Bucher et de sa famille au cimetière Nord de Strasbourg

Il inaugure l'Université française de Strasbourg le 22 novembre 1919, et il est nommé commandeur de la Légion d'honneur. Il crée l'Alsace française, reprenant le concept de la Revue alsacienne illustrée, dont le premier numéro paraît le premier janvier 1921, qu'il dirige jusqu'à sa mort.
Il meurt le 15 février 1921, des suites de l'opération d'une ancienne blessure contractée durant guerre. Trois jours après, à l'occasion de ses obsèques, Maurice Barrès rappelle « les services qu'il a rendus à la Patrie […] toute sa vie : avant la guerre, il fut la tête de la plus ardente conspiration spirituelle des Alsaciens-Lorrains pour la France ; pendant la guerre, il organisa le centre de Réchésy, qui fournit à nos armées leurs informations les plus importantes et les plus sûres ; après la guerre, il fut le conseiller de l'État français en Alsace-Lorraine ». La rue du Cercle, à Strasbourg, où se tenaient les locaux de l'Alsace française, sera rebaptisée « Rue Pierre-Bucher » en septembre 1921.
Pierre Bucher est inhumé au cimetière Nord de Strasbourg (Robertsau).

## Publications
- Revue alsacienne illustrée (1901-1904), prix Marcelin Guérin de l’Académie française en 1905.
- Pierre Bucher, 1869-1921 : études, souvenirs, témoignages, Plon-Nourrit et Cie, Paris, 1922, 337 p.

## Sources
- Édouard Schuré,  L'Alsace française, rêves & combats, Perrin et Cie, Paris, 1918, 330 p.
- Journaux d'époque, notamment : 
  - L'Alsace française (19 et 26 février 1921)
  - le Cercle des Étudiants, dans les Dernières Nouvelles d'Alsace (18 et 25 février 1921)
  - Albert Carré, dans Le Gaulois (17 février 1921)
  - Paul Bourson, dans L'Est républicain (18 février 1921)